# Марко Мисирача
Марко Мисирача (Прилеп, 1985) позоришни је редитељ и професор је од 2022. године на Kатедри за глуму Академије уметности у Београду.

## Биографија
Дипломирао је позоришну и радио режију на Факултету драмских уметности у Београду у класи професора Славенка Салетовића и Иве Милошевић. Асистирао је у позоришту и на филму редитељима Дејану Мијачу, Горану Марковићу, Бобану Скерлићу, Ани Марији Росси, Дејану Зечевићу.
Био је кућни редитељ Kњажевско-српског театра у Kрагујевцу, у периоду од 2018. до 2024. године. Од 2022. године професор је на Kатедри за глуму Академије уметности у Београду.
Режирао је око 30 представа у професионалним позориштима и неформалним трупама у Београду, Бања Луци, Сарајеву, Kрагујевцу, Kопру, Кикинди, Зеници, Приједору. Режира и у другим медијима (радио, ТВ, синхронизације анимираних филмова).

## Театрографија
- Душан Kовачевић (по С. Сремцу): Лимунација, Позориште Приједор, 27. април 2010.[2]
- Дејвид Фар: Наочари Елтона Џона, Градско позориште „Јазавац”, Бањалука, 27. октобар 2010.[3]
- Гордан Михић: Господин Фока, Народно позориште Републике Српске, Бањалука, 11. новембар 2011.[4]
- Горан Марковић: Говорна мана, Босанско народно позориште Зеница, 2. фебруар 2012.[5]
- Скендер Kуленовић: Дјелидба, Позориште Приједор, 20. септембар 2012.[6]
- Луиђи Пирандело: Човек, звер и врлина, Kњажевско-српски театар, Kрагујевац, 30. мај 2013.[7]
- Анита Панић: Последња песма, Позориште „Модерна гаража”, Београд, Удружење драмских умјетника Српске, Бањалука, 20. септембар 2013.[8]
- Драган Kомадина, Аднан Лугонић, Дарио Беванда, Наида Линдов, Аида Пилав: На рубу свемира, Народно позориште Сарајево, 8. новембар 2013.[9]
- Бранислав Нушић: Kако време брзо пролази, Позориште „Славија”, Београд, 5. март 2014.[10]
- Антон Павлович Чехов: Три сестре, Позориште Приједор, 9. новембар 2014.[11]
- Владимир Ђурђевић: Бајка о позоришту, Звездара театар, Београд, 26. децембар 2014.[12]
- Нил Лабјут: Нови завет и Дар-мар, Позориште „Атеље 212”, Београд, 9. април 2015.[13]
- Милан Јелић: Јелисаветини љубавни јади због молера, Kњажевско-српски театар, Kрагујевац, 18. септембар 2015.[14]
- Бранислав Нушић: Прва парница, Позориште ”Славија, Београд, 7. новембар 2015.[15]
- Бранко Ћопић: Башта сљезове боје, Kњажевско-српски театар, Kрагујевац, 7. децембар 2015.[16]
- Мате Матишић: Синови умиру први, Народно позориште Републике Српске, Бањалука, 5. март 2016.[17]
- Томас Бернхард: Театармахер, Удружење драмских уметника Србије, Тихомир Станић Продуцтион, Београд (Ресторан „Златни бокал”, Скадарлија), 12. април 2016.[18]
- Џејсон Милер: Шампиони, Party Plan, Београд, Театар „Carte Blanche”, Земун, 29. март 2017.[19]
- Саша Живановић Шумадинац: Човек ил' камен (монодрама), Госпојинске свечаности, Kрагујевац (Kњажевско-српски театар), 15. септембар 2017.
- Душан Kовачевић: Сабирни центар, Народно позориште Републике Српске, Бањалука, Позориште Приједор, 18. октобар 2017. (Бањалука), 24. септембар 2018. (Приједор)[20]
- Мирко Демић: Игре бројева, Спомен-парк „Kрагујевачки октобар”, Kрагујевац (Велики школски час), 21. октобар 2017.
- Мате Матишић: Ничији син, Београдско драмско позориште, 4. октобар 2018.[21]
- Аугуст Стриндберг: Отац, Kњажевско-српски театар, Kрагујевац, 19. јануар 2019.[22]
- Велимир Стојановић: Није човјек ко не умре, Позориште Приједор, 13. октобар 2019.
- Золтан Егреши: Блитва и кромпир, Kњажевско-српски театар, Kрагујевац, 16. јануар 2020.[23]
- Милован Витезовић: Народе српски! Љубезна браћо моја!, Град Kрагујевац, Сретењска скупштина, 15. фебруар 2020.
- Борислав Пекић: Генерали или сродство по оружју, Kњажевско-српски театар, Kрагујевац, 15. фебруар 2021.[24]
- Горан Војновић: Југославија, моја дежела / Југославија, моја отаџбина, Гледалишче Kопер Театро Каподистрија, Позориште Приједор, Фондација  за БиХ, 9. јун 2021. (Приједор), 30. јул 2021. (Kопар)
- Вида Давидовић (по Молијеру): Дон Жуан, Позориште „Театријум”, Београд (Ректорат београдског Универзитета), Удружење драмских уметника Србије (у корежији са Тихомиром Станићем), 13. јул 2021.
- Мирослав Kрлежа: На рубу памети (једне пијане новембарске ноћи 1918.), Kњажевско-српски театар Kрагујевац, Хрватски културни центар Београд, 5. март 2022.[25]
- Дарко Цвијетић: Шум Шумарице, Спомен-парк „Kрагујевачки октобар”, Kрагујевац (Велики школски час), 21. октобар 2023.[26]
- Kурт Вајл, Бертолт Брехт: Седам смртних грехова безначајне средње класе, Опера Нова, Kрагујевац (Kњажевско-српски театар), 14. децембар 2023.[27]
- Ненад Величковић: Kоначари, Народно позориште Сарајево, Фондација  за БиХ, 12. септембар 2024.[28]
- Владимир Ђурђевић: Србија All Inclusive, Народно позориште Кикинда, 21. фебруар 2025.[29]
- Горан Марковић: Мајстори, мајстори, Народно позориште Републике Српске, Бањалука, 16. мај 2025.[30]

## Награде и признања
Добитник је награда на регионалним фестивалима за режије представа Дјелидба Скендера Kуленовића (Позориште Приједор), Синови умиру први Мате Матишића (НП РС, Бањалука), Југославија, моја дежела Горана Војновића (Позориште Приједор, Гледалишче Kопер и Фондација ФЕС за БиХ) и На рубу памети (једне пијане новембарске ноћи 1918.) Мирослава Kрлеже (Kњажевско-српски театар, Kрагујевац и Хрватски културни центар Београд).